# N.p.m.

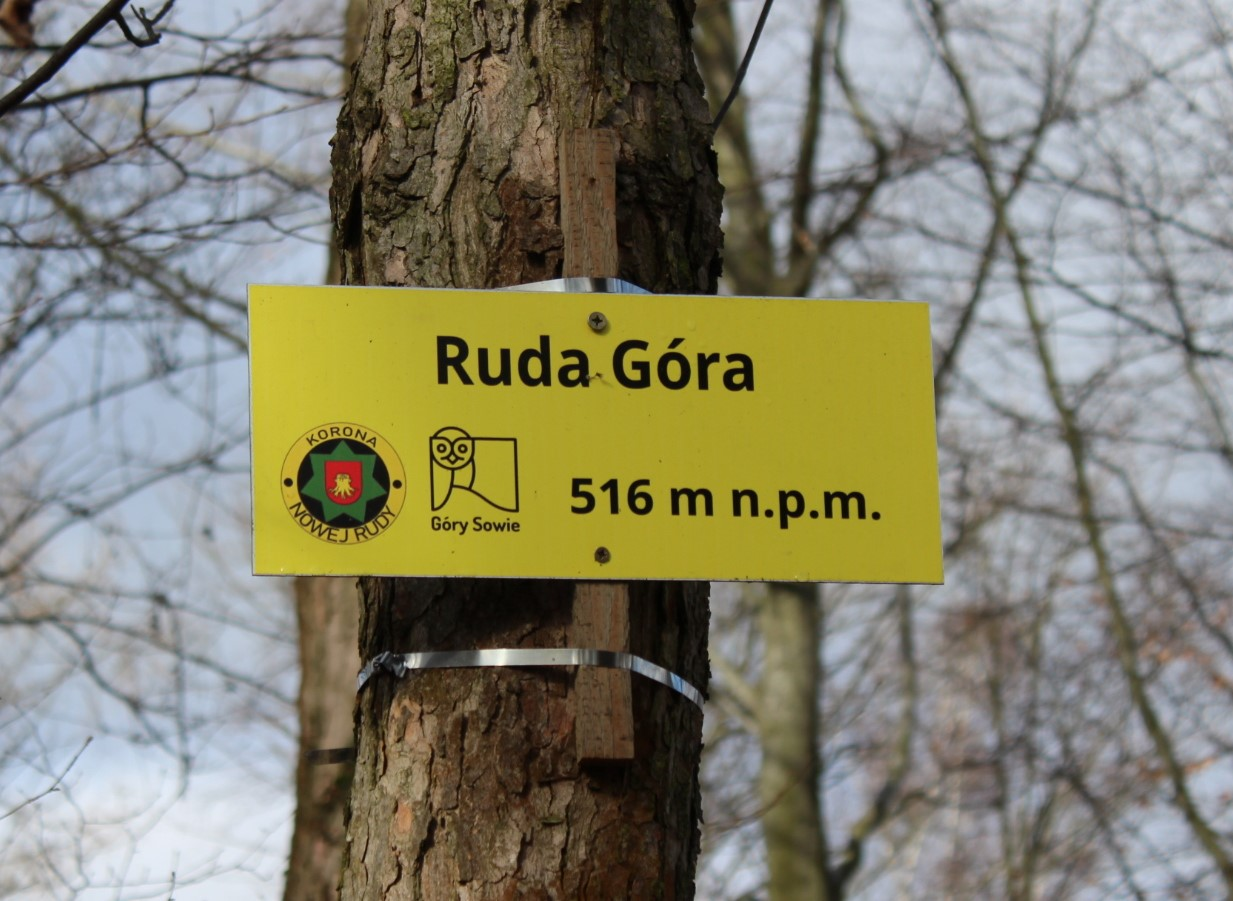
Oznaczenie wysokości n.p.m. (nad poziomem morza)

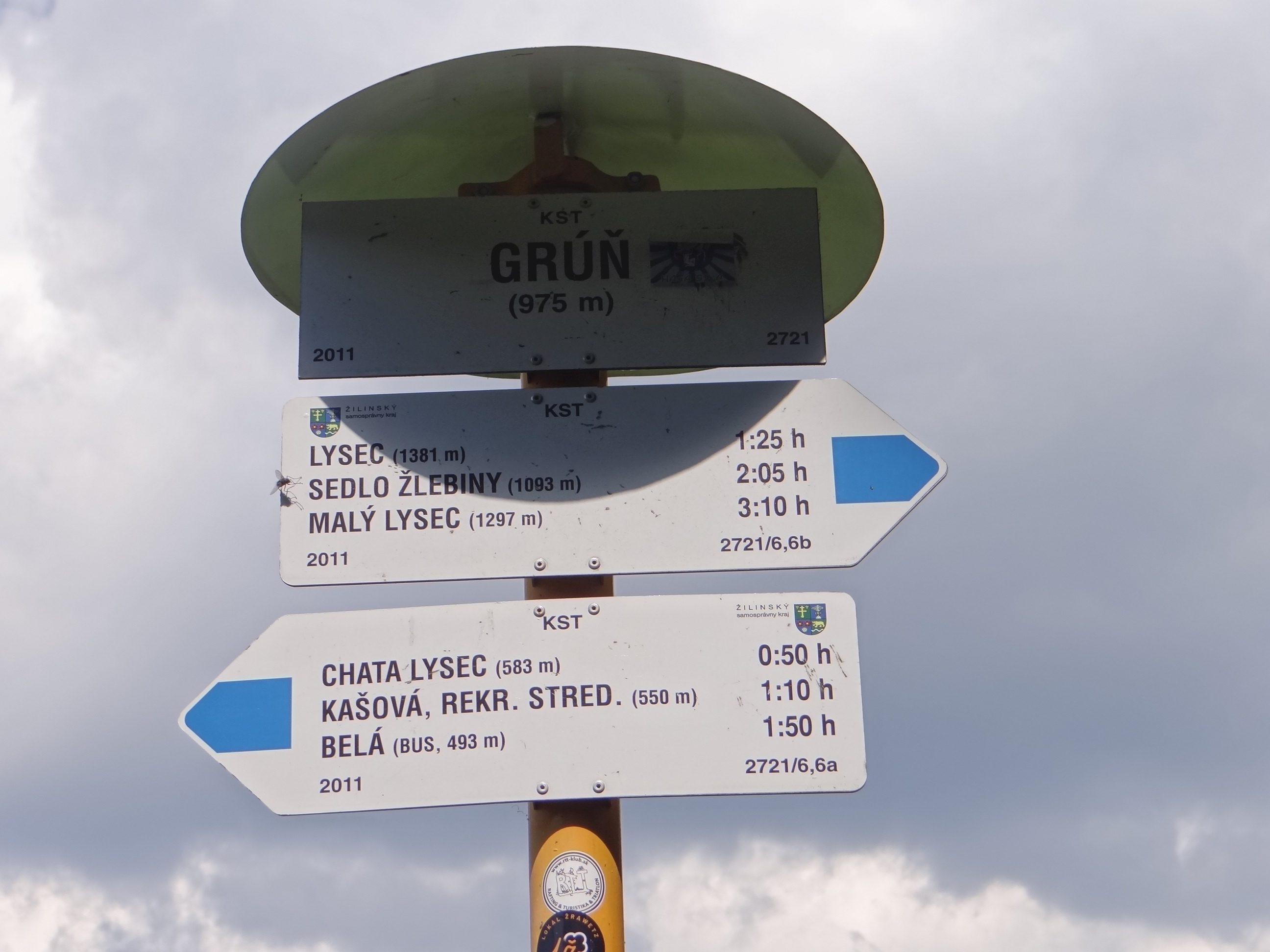

Skrót n.p.m. – nad poziomem morza – używany jest przy mierzeniu wysokości bezwzględnej danego obiektu na Ziemi. Wielkość ta wyrażona jest najczęściej w metrach (m n.p.m.) i określa wysokość nad punktem odniesienia, którym jest średni poziom morza (p.m.).
Biorąc pod uwagę, że Ziemia nie jest idealną kulą, oraz to, że średnie poziomy poszczególnych mórz i oceanów są różne, problemem staje się, co uznać za „poziom morza”. W Polsce poziomem odniesienia jest średni poziom Bałtyku w rosyjskiej miejscowości Kronsztad, na wyspie Kotlin koło Petersburga (geodezyjny układ wysokościowy PL-KRON86-NH). W 2012 roku wprowadzono geodezyjny układ wysokościowy PL-EVRF2007-NH oparty na średnim poziomie Morza Północnego w Amsterdamie. Zgodnie z rozporządzeniem z 2019 roku układ PL-KRON86-NH mógł być stosowany w Polsce nie dłużej niż do 31 grudnia 2023 roku. W lotnictwie na oznaczenie wysokości nad poziomem morza używa się angielskiego skrótu AMSL (ang. Above Mean Sea Level).
W związku z tym, że wysokość szczytów, przełęczy i innych obiektów fizjograficznych standardowo podawana jest w m n.p.m., nie jest obowiązujące przytaczanie skrótu m n.p.m.; w domyśle każda wysokość (np. Diablak 1724  m) oznacza wysokość tego obiektu nad poziomem morza. Jeżeli potrzebne jest określenie wysokości względnej danego obiektu, wówczas podaje się słownie, w odniesieniu do czego ona się odnosi.